# Qualificazioni al campionato mondiale di calcio 2026 - CONCACAF - prima fase

## Formula
Si affrontano le 4 squadre con il peggior ranking continentale. Le 3 squadre vincenti accedono alla seconda fase.

## Incontri

### Risultati
| Squadra 1               | Totale          | Squadra 2                 | Andata | Ritorno     |
| ----------------------- | --------------- | ------------------------- | ------ | ----------- |
| Anguilla                | 1 – 1 (4-3 dtr) | Turks e Caicos            | 0 - 0  | 1 - 1 (dts) |
| Isole Vergini Americane | 1 – 1 (2-4 dtr) | Isole Vergini Britanniche | 1 - 1  | 0 - 0 (dts) |

### Andata
| The Valley 22 marzo 2024, ore 15:00 UTC-4 | Anguilla | 0 – 0 referto | Turks e Caicos | Raymond E. Guishard Technical Centre (618 spett.)\| Arbitro: \| Simon \| |
| Arbitro:                                  | Simon    |               |                |                                                                          |

| Arbitro: | García |

|              |           |              |
| Blaschka 73’ | Marcatori | 90’ Liziario |

### Ritorno
| Arbitro: | Reginald Gumbs |

|                                        |                      |                                              |
| Forbes 23’                             | Marcatori            | 45+3’ (rig.) Paris                           |
| Cadet Louisy Paul Howell Forbes Martin | Tiri di rigore 3 – 4 | Lawrence Paris Deans Connor Carpenter Duncan |

| Arbitro: | Pennyfeather |

|                                            |                      |                              |
| Bertie Wiltshire Gallimore Forbes Callwood | Tiri di rigore 4 – 2 | Kendall Whyte Blaschka Ramos |